# Imacd
IMACD est un acronyme anglais dans le domaine de l'Infogérance: il signifie install (installation de nouveaux équipements), Move (déplacement de matériel informatique), Add (ajout de matériel ou de logiciel articles onsite ou offsite), Change (remplacement des pièces ou des swaps de modules), Disposal (recyclage et traitement des déchets) qui correspond à cinq étapes importantes dans le cycle de vie des processus d'installation d'équipements informatiques. 
Les services IMACD opèrent principalement dans le secteur B2B, les grandes entreprises, certaines PME, des institutions publiques et départements gouvernementaux. Bien que les services IMACD sont proposés par des professionnels de l'installation et de la gestion de parcs informatiques à travers le monde, et qu'ils représentent une part non négligeable du marché de l'informatique, leurs processus sont mal compris par de nombreux spécialistes informatiques qui à l'ère du PC (Personal Computer) oublient que l'installation informatique dans des entreprises est un cycle complexe fait de nombreux processus. Un autre problème, et celui-ci est inquiétant, concerne le recyclage (ou non) des déchets engendrés par ce secteur.

## L'humain et l'automatisme
Les ordinateurs ne s'installent pas d'eux-mêmes dans les entreprises. Malgré les désirs de certains informaticiens de vivre dans l'environnement de M. Hulot dans l'imaginaire de Jacques Tati, cet automatisme est un idéal de standardisation auquel tendent les services d'installation à travers le monde, mais qui est très loin de la réalité.
Barret, un spécialiste des environnements virtuels, écrit avec humour à propos des services IMAC: "Bien que le qu'il existe aussi une ligne d'ordinateurs de chez Apple du même nom, dans ce cas IMAC correspond à Installer-Déplacer-Ajouter-Changer Alors que beaucoup de fonctions de gestion de PC ont été automatisées, il y en a encore certaines qui nécessitent une personne réelle pour mener à bien un travail, comme le déplacement d'un PC ou améliorer ses composantes". L'auteur est assez représentatif de la vision réductrice d'une partie du monde informatique, des services IMACD. En effet, beaucoup d'entre eux, soit minimisent ou semblent avoir oublié l'importance fondamentale de l'élément humain dans les installations informatiques, ainsi que la complexité de ses processus.

## IMAC(sans D): les processus
Install: ce processus consiste à installer un nouveau équipement, le matériel et les logiciels, comprend la réception, le stockage, la gestion des stocks, mise en place, et le transport. En pratique, cela signifie également que le prestataire de services déplace des ordinateurs ce qui comprend des processus de diagnostic, offre de légères réparations onsite, le rapatriement occasionnel de matériel hors site; des améliorations préventives ou sur demande de logiciels ou de matériel, le nettoyage des unités ainsi que l'upgrade de pièces usées de la machine, et de s'occuper de problèmes d'alimentation.
Déplacer: ce processus qui peut paraître simple (le déplacement d'équipements informatiques: ordinateurs, imprimantes, photocopieurs, serveurs, etc.) implique en réalité de nombreux micro-processus: tout doit être emballé et étiqueté avant le déménagement par la société de services; le travail peut nécessiter des robots d'escalier pour transporter de grandes machines dans des escaliers (et beaucoup plus de micro-processus tels que la déconnexion des périphériques, l'emballage et les emballages, la collecte de câbles, l'utilisation de véhicules sécurisés, des équipements de stockage avec des mesures appropriées de contrôle de la sécurité, de la réinstallation et connecter tous les dispositifs et, enfin, la correction, si nécessaire, et un test de mise sous tension. Rien de ceci n'est "automatique" même si les processus sont standardisés au possible. 
Ajouter: ce service consiste à ajouter différentes parties à un PC, une imprimante, des périphériques à une configuration matérielle qui est déjà en place.
Changement: également appelé swap par les professionnels de l'installation informatique, le changement consiste à échanger un ancien équipement pour de l'équivalent, neuf. Certaines entreprises proposent également de recycler tout le matériel ancien (voir plus loin). Une sauvegarde est impérativement réalisée pour toutes les données informatiques avant de manipuler l'équipement. Le processus complet comprend une copie de sauvegarde de données; déconnexion; l'arrêt des appareils, l'enregistrement des numéros de série; emballage; redirection.

## Le recyclage: s'assurer que leDest dans IMACD
Le fait que la plupart des spécialistes des services IMAC semblent oublier le D pour Disposal (élimination) montre que beaucoup ne sont pas conscients des déchets conséquents (emballage, vieux équipements, câbles, etc) engendrés par les services IMAC eux-mêmes et la nécessité évidente de les recycler. Ce dernier service n'est pas offert par tous les fournisseurs de services, car il est fastidieux et coûteux en main-d'œuvre. Ce procédé correspond à l'ensemble des aspects de recyclage liés aux déchets engendrés par les services IMAC. Lorsque les fournisseurs de services IMACD offrent le recyclage ils font souvent référence à tous les emballages de l'équipement qu'ils installent, qui doit ensuite être trié selon les matières premières: plastique, carton, CD, polystyrène etc.  Enfin, le processus de recyclage ne concerne pas seulement la gestion des déchets, il peut offrir à du vieux matériel informatique une "seconde vie" en le revendant ou en donnant le matériel à des écoles ou en l'expédiant vers les pays en voie de développement.

## Collaboration et amélioration: monitoring et reporting
Certaines entreprises se rendent compte de la nécessité de collaborer davantage avec leurs clients et d'améliorer la qualité et la normalisation de leurs processus et ainsi offrent de précieux services de monitoring et reporting en plus de leurs services IMACD. Ceux-ci permettent aux clients de suivre des missions IMACD à un moment donné, vérifier les différents stocks en entrepôt, les retours, le statut de chaque mission, les éventuels problèmes rencontrés. Le client reçoit les rapports de mission et de monitoring.